# JR-Central Transport Service Company
La JR-Central Transport Service Company (株式会社JR東海交通?, JR tōkaikōtsūjigyō), precedentemente nota come Tokai Transport Service Company e abbreviata in TKJ, è una compagnia ferroviaria giapponese con sede a Nagoya nella prefettura di Aichi. La società svolge anche attività nella gestione delle stazioni JR Central di cui è una controllata.

## Storia
La società è stata fondata il 18 febbraio 1988 principalmente con lo scopo di non gravare sui risultati consolidati di JR Central con i rimborsi per la costruzione della linea Jōhoku, che saranno versati alla società pubblica di costruzione ferroviaria Japan Railway Construction, Transport and Technology (JRTT) entro il 2032. La separazione aziendale significa anche che sulla linea Jōhoku possono essere addebitate tariffe più elevate rispetto al resto della rete di rotte JR Central.
Il 12 luglio 2024 è stato annunciato che il nome dell'azienda sarebbe cambiato da Tokai Transport Service Co., Ltd. a JR-Central Transport Service Company, con decorrenza dal 1° ottobre 2024, per identificarla chiaramente come una sussidiaria di JR Central. Il suo logo e la sua abbreviazione sono rimasti invariati.

## Linee ferroviarie
TKJ gestisce solo una linea, la linea Jōhoku di 11,2 km. Le strutture ferroviarie sono gestite da JR Central e i treni sono gestiti da TKJ.
- Linea Jōhoku (城北線?): Kachigawa - Biwajima	(11,2 km, 6 stazioni)

## Materiale rotabile

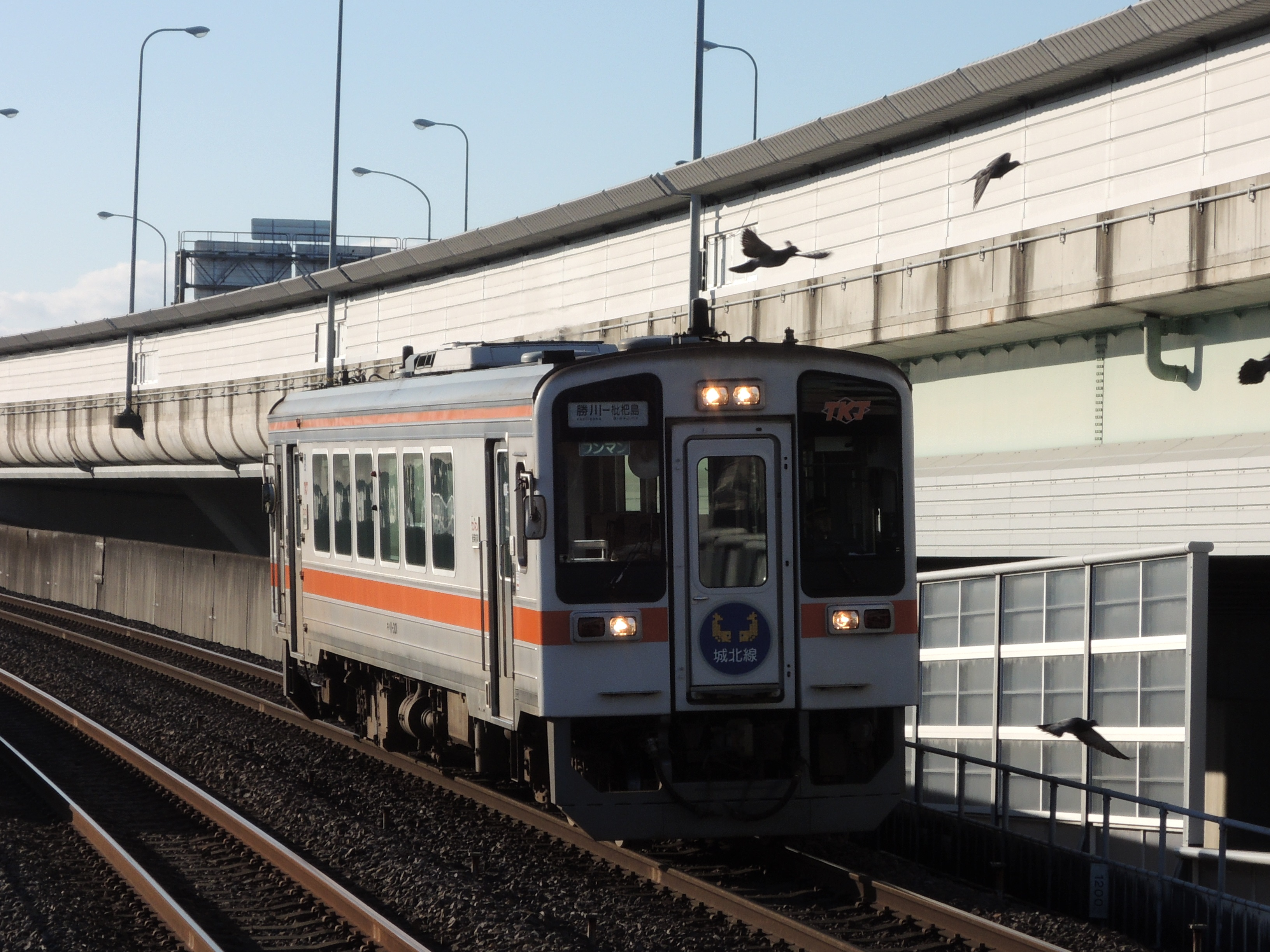
Serie KiHa 11-301

Per il trasporto passeggeri sulla linea Jōhoku, la TKJ utilizza due unità multiple diesel KiHa 11-300, acquistate usate da JR Central rispettivamente nel 2015 e nel 2016.